# 上杉能憲
上杉 能憲（うえすぎ よしのり）は、南北朝時代の武将・守護大名。関東管領。上野国・武蔵国・伊豆国守護。

## 略歴
父の従兄弟である上杉重能の養子となるが、重能は足利家の執事であった高師直、師泰兄弟との政争に敗れ暗殺されている。能憲は室町幕府初代将軍・足利尊氏の弟の直義に仕え、正平5年/観応元年（1350年）の観応の擾乱では直義と共に尊氏に敵対する。
能憲は常陸国において挙兵し、翌正平6年/観応2年（1351年）には師直の従弟であった高師冬を甲斐国須沢に攻め滅ぼした。関東の武士団を手中にした能憲は西上し、尊氏が直義と和解し師直ら高氏一族と共に帰還する隙を怒り狂って狙い、仲間の三浦八郎左衛門らと共に調略を用いて師直、師泰兄弟を摂津国武庫川にて、一族ごと殺害し、首を跳ね飛ばして奪い取り、遺体を川に投げ捨てた。
直義は尊氏と再び対立し、能憲は尊氏の軍に駿河国蒲原において敗れる。これにより一時流罪となるが後に許され、父の死後は従弟・上杉朝房と共に関東管領として2代鎌倉公方・足利氏満を補佐する。以後上杉家は関東管領の職を世襲する。天授4年/永和4年（1378年）に死去。享年46。関東管領は弟・憲春が、宅間上杉家は甥で養子・憲孝が継承した。
遺体は自身が開基となった報恩寺に葬られた。